# 안양문화고등학교
안양문화고등학교(安養文化高等學校)는 대한민국 경기도 안양시 만안구 안양동에 있는 사립 고등학교이다.

## 학교 연혁
- 1980년 5월 15일 : 학교법인 운석학원 설립인가
- 1980년 5월 15일 : 설립자 유영렬 선생 초대 이사장 취임
- 1980년 11월 26일 : 안양여자상업고등학교 설립인가(24학급)
- 1981년 3월 5일 : 개교
- 1982년 3월 1일 : 제1대 교장 이문형 선생 취임
- 1984년 2월 11일 : 제1회 졸업식 거행 (1부 290명, 2부 150명)
- 2007년 12월 24일 : 제3대 유상현 선생 이사장 취임
- 2012년 3월 : 중소기업청 지정 특성화고 선정 (금융과 4학급, 비서사무과 6학급)
- 2015년 9월 : 학과개편 승인(관광비즈니스과 2학급, 비서사무과 2학급, 금융경영과 5학급)
- 2020년 3월 1일 : 제9대 엄홍종 교장 취임
- 2022년 3월 1일 : 안양여자상업고등학교에서 안양문화고등학교로 교명 개명
- 2023년 9월 : 학과개편승인(관광비즈니스과 2학급, 엔터테인먼트비즈니스과 2학급, 보건간호과 2학급, 금융경영과 1학급, 웹툰메이커스과 1학급)
- 2024년 1월 9일 : 제41회 졸업식(총 18,809명 배출)

## 설치 학과
- 보건간호과
- 관광비즈니스과
- 금융경영과
- 엔터테인먼트비즈니스과
- 웹툰메이커스과

## 참고 자료
- 안양문화고등학교 - 한국교육학술정보원 학교알리미